# Diplodontopus
Diplodontopus is een geslacht van rechtvleugeligen uit de familie sabelsprinkhanen (Tettigoniidae). De wetenschappelijke naam van dit geslacht is voor het eerst geldig gepubliceerd in 1931 door Karny.

## Soorten
Het geslacht Diplodontopus omvat de volgende soorten:
- Diplodontopus insolitus Karny, 1931
- Diplodontopus rubromarginatus Haan, 1842